# Zverinac (sziget)
Zverinac (olaszul: Sferinaz) egy sziget Horvátországban, az Adriai-tengerben, Észak-Dalmáciában, a Zárai szigetvilágban.

## Leírása
Zverinac szigete Zárától 26 km-re nyugatra fekszik. Nyugaton Dugi Otok északi részétől a Zverinaci-csatorna választja el, északon Molat szigete, keleten Veli Tun (Tuni-csatorna) és Sestrunj (Srednji-csatorna) szigetei között fekszik. Hosszúsága 5,8 km, legnagyobb szélessége 1,1 km, területe 4,18 km². Partvonalának hossza 14,3 km (a tagoltsági együttható 2,0). Egyetlen települése a 43 lakosú (2011) Zverinac.
A sziget mészkőből épül fel, felszínét macchia borítja. Domborzata dombos, legmagasabb pontja a 117 méteres Klis. Nyugati partján két öböl található, a Kablin és a Zverinac, itt található a sziget egyetlen kikötője. A délkeleti part mentén találhatók Šilo és Sparešnjak szigetek.

## Gazdaság
A sziget központi részén fekvő mezőn olajbogyót, szőlőt, zöldségeket termesztrenek. Jelentős még a juhtenyésztés és a halászat. A szigeten olajmalom működik, ahol olívaolajat állítanak elő.

## Közlekedés
A szigetet hajójáratok kötik össze Zárával és a környező szigetekkel (Rivanj, Sestrunj, Dugi otok, Molat, Ist).